# OVER GENERATION
OVER GENERATION（オーバー・ジェネレーション）は、日本のプロレス団体DRAGON GATEで活動していたユニットである。

## 概要
2015年10月8日、後楽園ホール大会のオープン・ザ・トライアングルゲート王座戦で（<王者組>CIMA&Gamma&ドン・フジイ組vs<挑戦者組/VerserK>鷹木信悟&サイバー・コング&Kotoka）終盤にてパンチ富永が王者組をアシストする。（結果、王者組が防衛に成功。）これに怒ったVerserKがパンチを攻撃するところにEita・エル・リンダマン・石田凱士・山村武寛が登場し救出。Eitaが王者組3人と若手5人での新ユニット結成をCIMAらに直訴すると、CIMA・Gammaが受諾。7名でのユニット結成となった（フジイは新ユニットに入らなかった）。
12月3日、Gammaが鷹木の持つオープン・ザ・ドリームゲート王座に挑戦するも、試合はVerserKのセコンドの乱入により両者リングアウトになり、再試合もセコンドの乱入によりノーコンテストになる。
12月28日、CIMAが鷹木の持つドリームゲート王座に、Gammaとパンチが土井成樹とYAMATOの持つ、オープン・ザ・ツインゲート統一タッグ王座に、Eitaがkotokaの持つ、オープン・ザ・ブレイブゲート王座に挑戦するも、全員王座奪取はならず。
2016年4月7日、ドラゴン・キッドが加入。この頃、キッドにEitaが弟子入り。
5月5日、キッドとEitaがT-HawkとビッグR清水の持つツインゲート王座に挑戦するが敗れる。
7月24日、CIMA、キッド、ピーター・カッサが戸澤陽、吉野正人、T-Hawkの持つトライアングルゲート王座に挑戦するが王座獲得とはならなかった。また、Eitaがヨースケ♡サンタマリアの持つブレイブゲート王座に挑戦し、王座奪取に成功。
9月10日、キッド、Eita組がSummer Adventure Tag League優勝。
11月3日、CIMA、キッド（CK-1）がジミー・ススム、ジミー・カゲトラからツインゲート王座奪取。また、Eitaがフラミータ相手にブレイブゲート王座防衛。
12月25日、CK-1が鷹木、T-Hawk相手にツインゲート、Eitaがカゲトラ相手にブレイブゲートをそれぞれ防衛。
2017年2月2日、パンチが離脱。
3月8日、問題龍がヴェルセルクから引き抜かれ加入。
5月5日、山村武寛がカゲトラの持つブレイブゲート王座に挑戦。CK-1がT-Hawk、リンダマン相手にツインゲート王座防衛。
7月23日、CK-1が土井成樹、吉野正人（土井吉）相手にツインゲート王座防衛。またGamma、Eita、山村がトライアングルゲート次期挑戦者決定ワンナイト・トーナメントに出場するもMaxiMuMに敗れ1回戦敗退。
11月8日、Eitaが離脱。
11月28日、U-Tのユニット加入を懸けたTRIBE VANGUARDとのコントラ・マッチに敗戦、U-Tを獲得できず。
2017年12月5日、後楽園ホール大会でキッドの負傷欠場によりCK-1が1年以上保持し続けたツインゲート王座を返上。CIMAは横須賀ススムとのタッグでT-Hawk＆Eitaと12月23日の福岡国際センター大会で新王者決定戦に臨むことが決定。
12月23日、福岡国際センター大会でCIMA・ススムがT-Hawk＆Eitaとのツインゲート新王者決定戦に出場。
2018年4月6日、キッドがKagetoraとブレイブケート王座決定戦を戦い勝利、第34代王者となる。直後にマリアの挑戦表明を受け受諾、5月6日・愛知県体育館での防衛戦が決定。
5月6日、キッドがマリアを相手にブレイブケート王座初防衛に成功。
6月1日、後楽園大会で次回後楽園大会でのANTIASとの敗戦ユニット解散マッチが決定。
7月5日、アンチアスとユニット解散マッチを戦い、敗戦。この結果により、ユニットは解散となり約2年半の歴史に終止符を打った。

## メンバー
- CIMA（リーダー）
- Gamma
- ドラゴン・キッド
- 問題龍
- 石田凱士
- 山村武寛

## 期間限定メンバー
- ピーター・カッサ

## 元メンバー
- エル・リンダマン（2016年9月10日脱退）
- パンチ富永（2017年2月2日脱退）
- Eita（2017年11月8日脱退）

## 戦績
- オープン・ザ・ツインゲート統一タッグ王座

第40代：CIMA&ドラゴン・キッド
（2016年11月3日獲得、2017年12月5日返上/防衛8回）
- オープン・ザ・ブレイブゲート王座

第30代：Eita
（2016年7月24日獲得、2017年3月4日剥奪/防衛4回）
- Summer Adventure Tag League 優勝

ドラゴン・キッド&Eita（2016年）